# Сборная Гватемалы по мини-футболу
Национальная сборная Гватемалы по мини-футболу представляет Гватемалу на международных соревнованиях по мини-футболу. Является одной из сильнейших сборных КОНКАКАФ, о чём свидетельствует победа на континентальном первенстве 2008 года. В полуфинале турнира Гватемала обыграла США, а в финале в серии пенальти одолела Кубу.
Сборная Гватемалы дважды принимала участие в Чемпионатах мира. В 2000 году она квалифицировалась как хозяйка чемпионата. Тогда она одержала на турнире лишь одну победу — над сборной Казахстана. Двумя днями позже гватемальцы потерпели самое сокрушительное поражение в своей истории — проиграли при своих болельщиках сборной Бразилии со счётом 2:29. В 2008 году гватемальцы вновь участвовали в ЧМ и на этот раз выглядели более конкурентоспособно, записав в свой актив победу над сборной Египта и разгром сборной Китая.

## Турнирные достижения

### Чемпионат мира по мини-футболу
- 1989 — не участвовала
- 1992 — не участвовала
- 1996 — не квалифицировалась
- 2000 — 1-й раунд
- 2004 — не квалифицировалась
- 2008 — 1-й раунд
- 2012 — 1-й раунд
- 2016 — 1-й раунд
- 2021 — 1-й раунд
- 2024 — 1-й раунд

### Чемпионат КОНКАКАФ по мини-футболу
- 1996 — 4-е место
- 2000 — не участвовала
- 2004 — не участвовала
- 2008 — Чемпион